# Vareniclina
La vareniclina (Champix, Pfizer, nella forma di vareniclina tartrato) è un farmaco utilizzato per trattare la dipendenza da nicotina.
Agendo a livello cerebrale in modo simile alla nicotina, è in grado di ridurre il desiderio di sigarette e altri prodotti del tabacco e può aiutare alcuni pazienti a smettere di fumare.

## Uso e dosaggio
La vareniclina è indicata per smettere di fumare, in alternativa al bupropione e ai cerotti utilizzati nella terapia di rimpiazzo della nicotina.
È in commercio in compresse da 0,5 mg e da 1 mg. Il dosaggio standard è di 1 mg in due somministrazioni giornaliere. L'uso è stato approvato per un periodo di dodici settimane e, nel caso in cui il paziente smetta di fumare, può essere somministrato per ulteriori dodici settimane.
Il farmaco non è stato ancora sperimentato nei pazienti minorenni o nelle donne in gravidanza, ragion per cui a tali tipologie di pazienti ne è sconsigliato l'utilizzo; il farmaco è sconsigliato anche alle donne che allattano in quanto il prodotto può passare nel latte materno e causare al bambino effetti di portata ignota.

## Meccanismo di azione
La vareniclina è un agonista parziale del recettore nicotinico α4β2 per l'acetilcolina, agendo secondariamente anche sul sottotipo α3β4 e parzialmente sui sottotipi α3β2 e α6. È inoltre agonista totale dei sottotipi recettoriali α7.

## Approvazione FDA
Ha ricevuto l'approvazione per la messa in commercio negli Stati Uniti nel maggio 2006 dall'FDA (Food and Drug Administration). Il 1º agosto dello stesso anno la casa farmaceutica produttrice ha annunciato l'effettiva messa in commercio negli Stati Uniti, e il 29 settembre ha ricevuto l'approvazione per la vendita nell'Unione europea con il marchio Champix.

## Avvertenze speciali
In soggetti predisposti che hanno assunto vareniclina sono stati riscontrati gravi sintomi neuropsichiatrici (cambiamento del comportamento, agitazione, umore depresso, ideazione suicidaria, e tentativo di suicidio o suicidio completato).